# Sainte-Cécile, Saône-et-Loire
Sainte-Cécile là một xã ở tỉnh Saône-et-Loire trong vùng Bourgogne-Franche-Comté nước Pháp.
Sông Grosne chảy qua xã này.

## Thông tin nhân khẩu
Theo điều tra dân số năm 1999, xã này có dân số 251 người.
Dân số năm 2004 ước khoảng 273 người.